# Turistická značená trasa 4236
 Turistická značená trasa 4236 je 6 km dlouhá zeleně značená trasa Klubu českých turistů v okresech Ústí nad Orlicí a Rychnov nad Kněžnou spojující železniční zastávku v Bohousové s hřbetem Chlumu. Její převažující směr je severozápadní. Počátek trasy se nachází na území Přírodního parku Orlice.

## Průběh trasy
Turistická trasa 4236 má svůj počátek v nadmořské výšce 386 m u železniční zastávky Bohousová na železniční trati Týniště nad Orlicí - Letohrad, kde se nachází rozcestí s modře značenou trasou 1854 sledující tok Divoké Orlice ze Žamberku do Litic nad Orlicí. Trasa 4236 překoná řeku do obce Záchlumí a pokračuje poli do Rybné nad Zdobnicí. Odtud stoupá do hřbetu Chlumu po staré Císařské cestě a na něm se křižuje se žlutě značenou hřebenovkou 7267. Poté klesá na turistické rozcestí u chaty na Vyhlídce a merklovické obory s červeně značenou turistickou trasou 0418 z Potštejna do údolí Zdobnice a žlutě značenou trasou 7269 vedoucí do Vamberka. V závěru vede v souběhu s modře značenou trasou 1876 obsluhující severní svah hřbetu, která zde v nadmořské výšce 470 m rovněž končí.

## Historie
- Do první poloviny devadesátých let dvacátého století existoval jen úsek z Rybné nad Zdobnicí k Vyhlídce, úvodní úsek z Bohousové byl vyznačen až později.
- Závěrečný úsek vedoucí v souběhu s trasou 1876 byl dříve veden jižněji přes prostor současné obory.[3]

## Turistické zajímavosti na trase
- Dřevěná zvonice v Záchlumí
- Památné stromy v Rybné nad Zdobnicí
- Smírčí kříž u Rybné
- Stará císařská silnice mezi Sv. Prokopem a Rybnou nad Zdobnicí
- Obora Merklovice
- Turistická Chata Na Vyhlídce
  - Zvonička
  - Pomník zakladatelům chaty

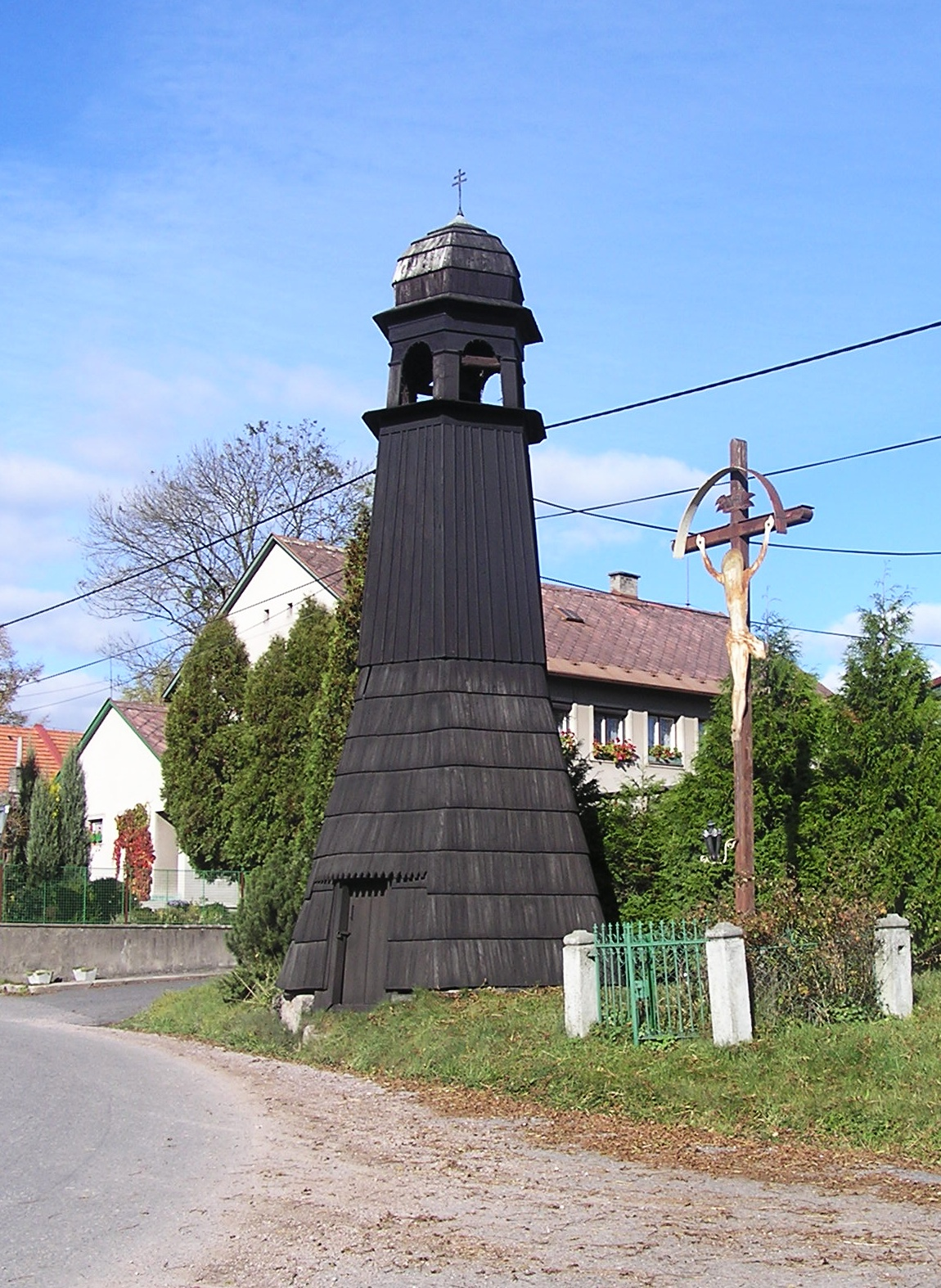
Zvonice v Záchlumí
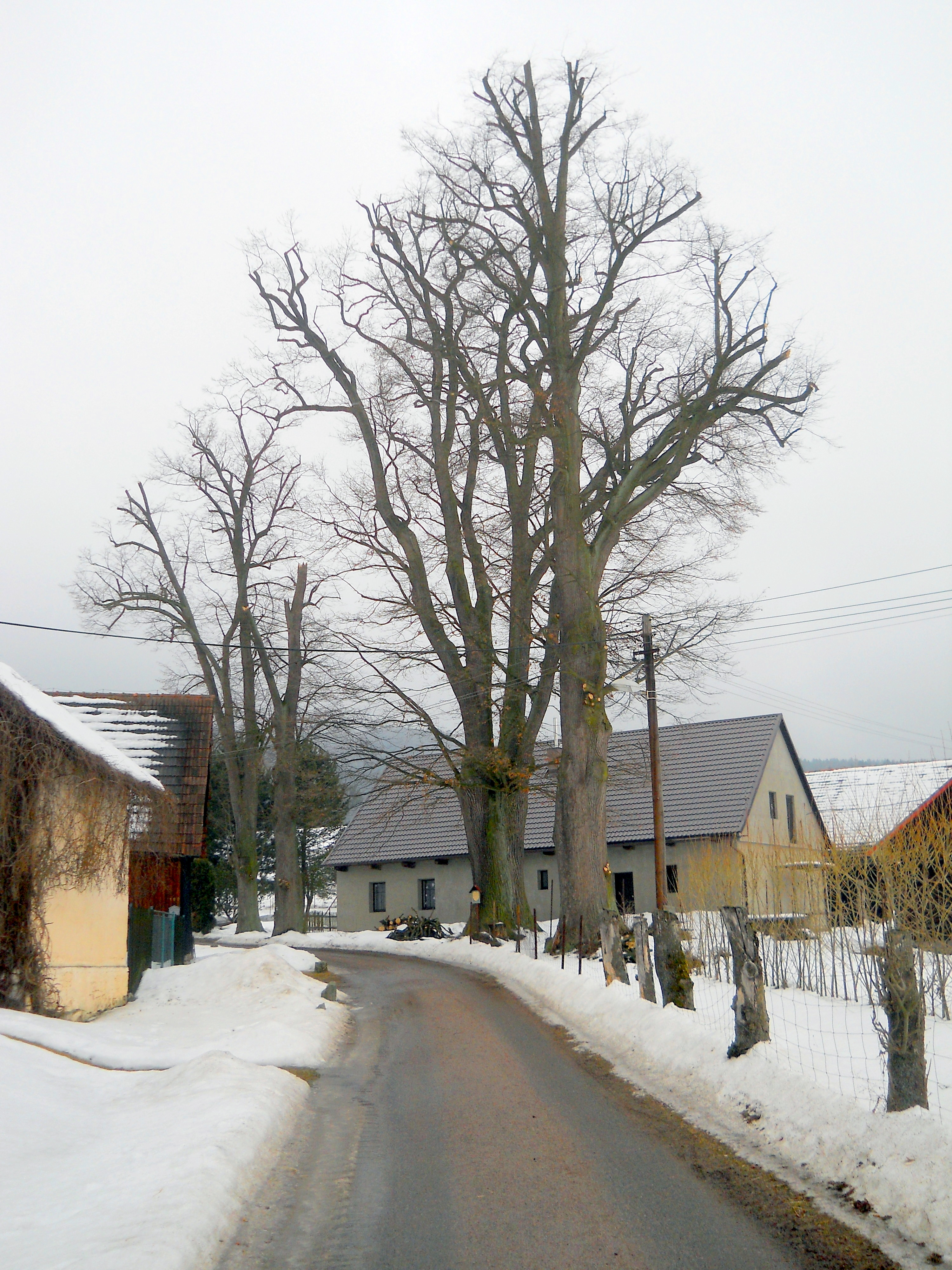
Památné stromy v Rybné nad Zdobnicí
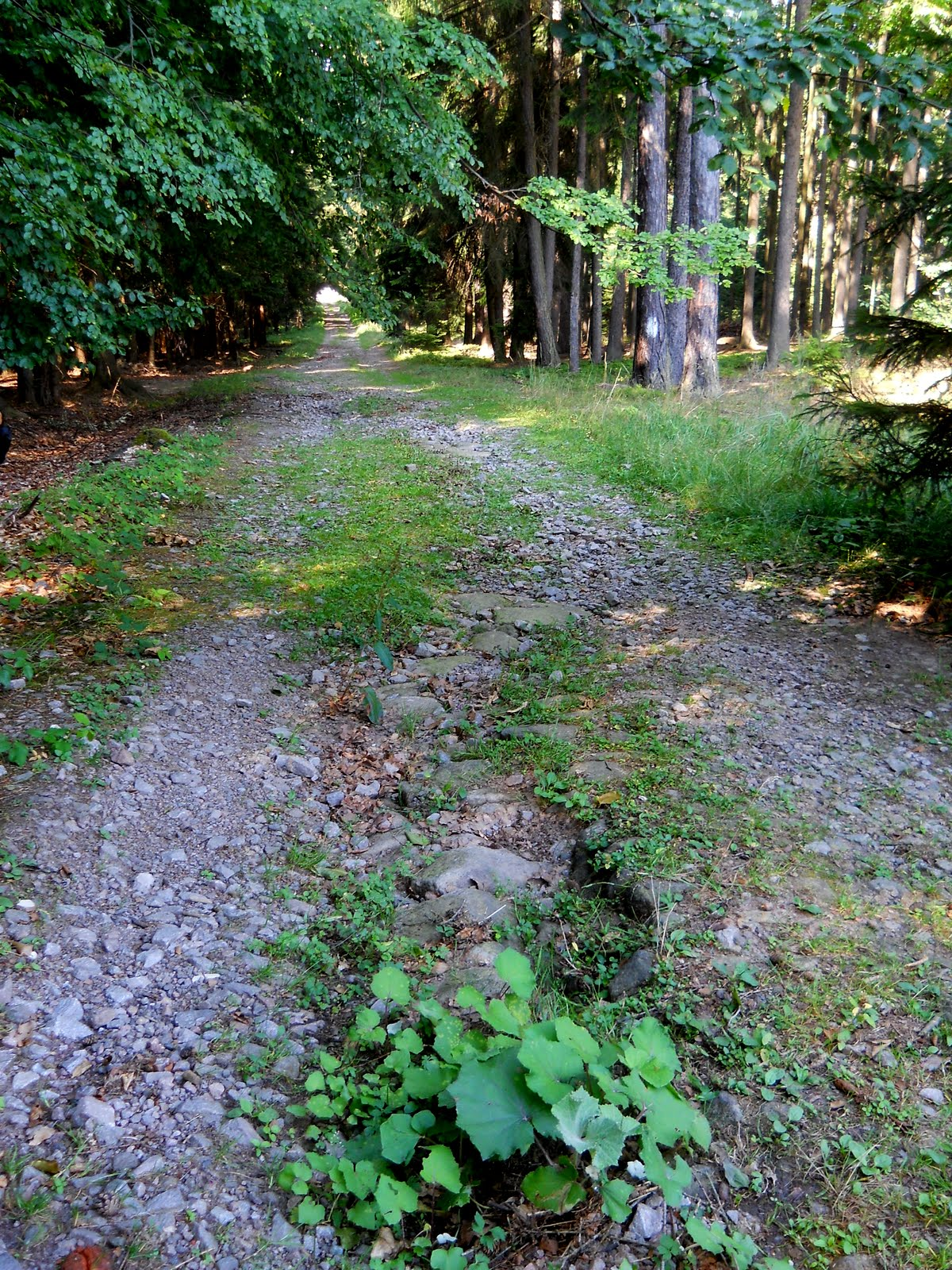
Stará císařská silnice
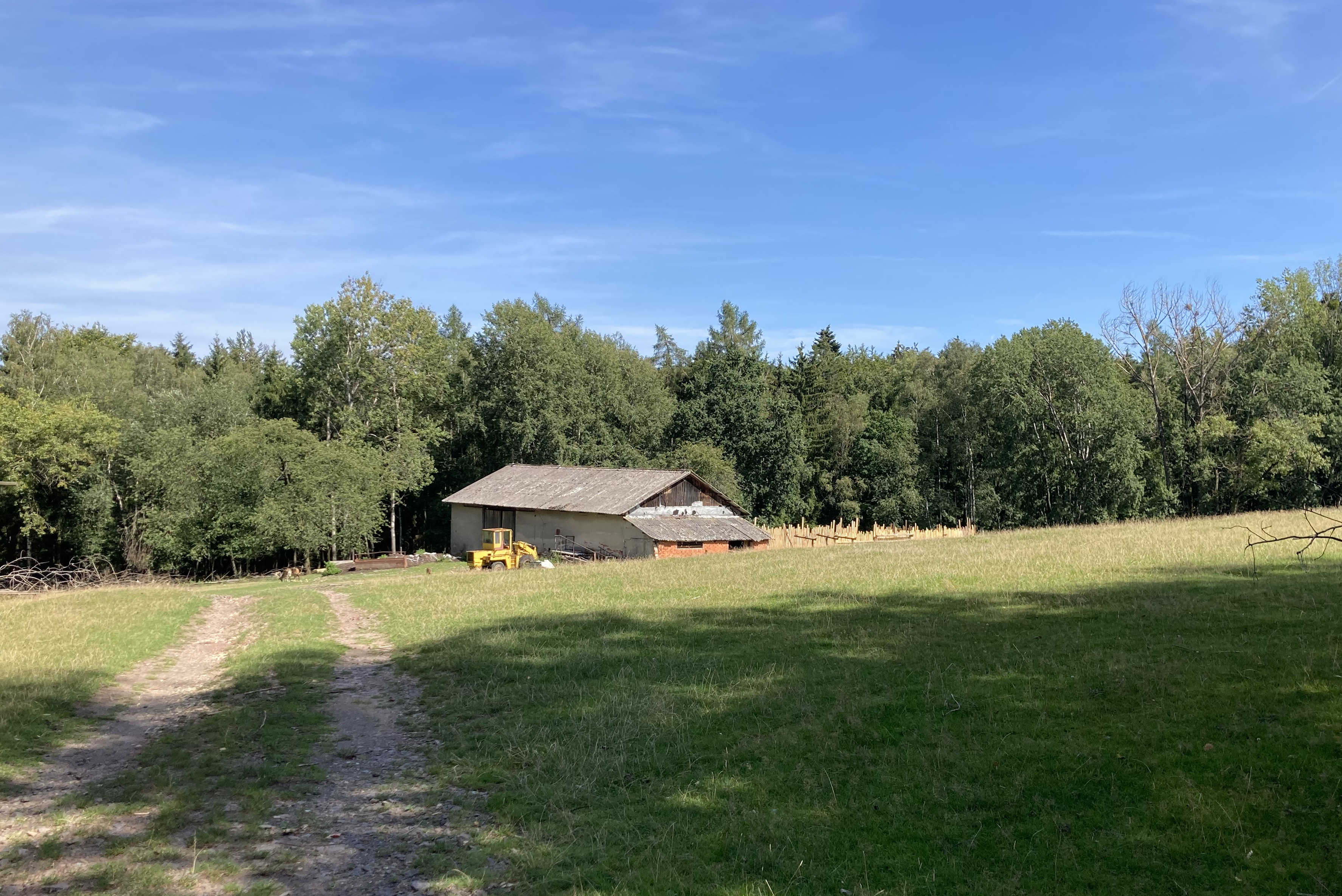
Obora Merklovice
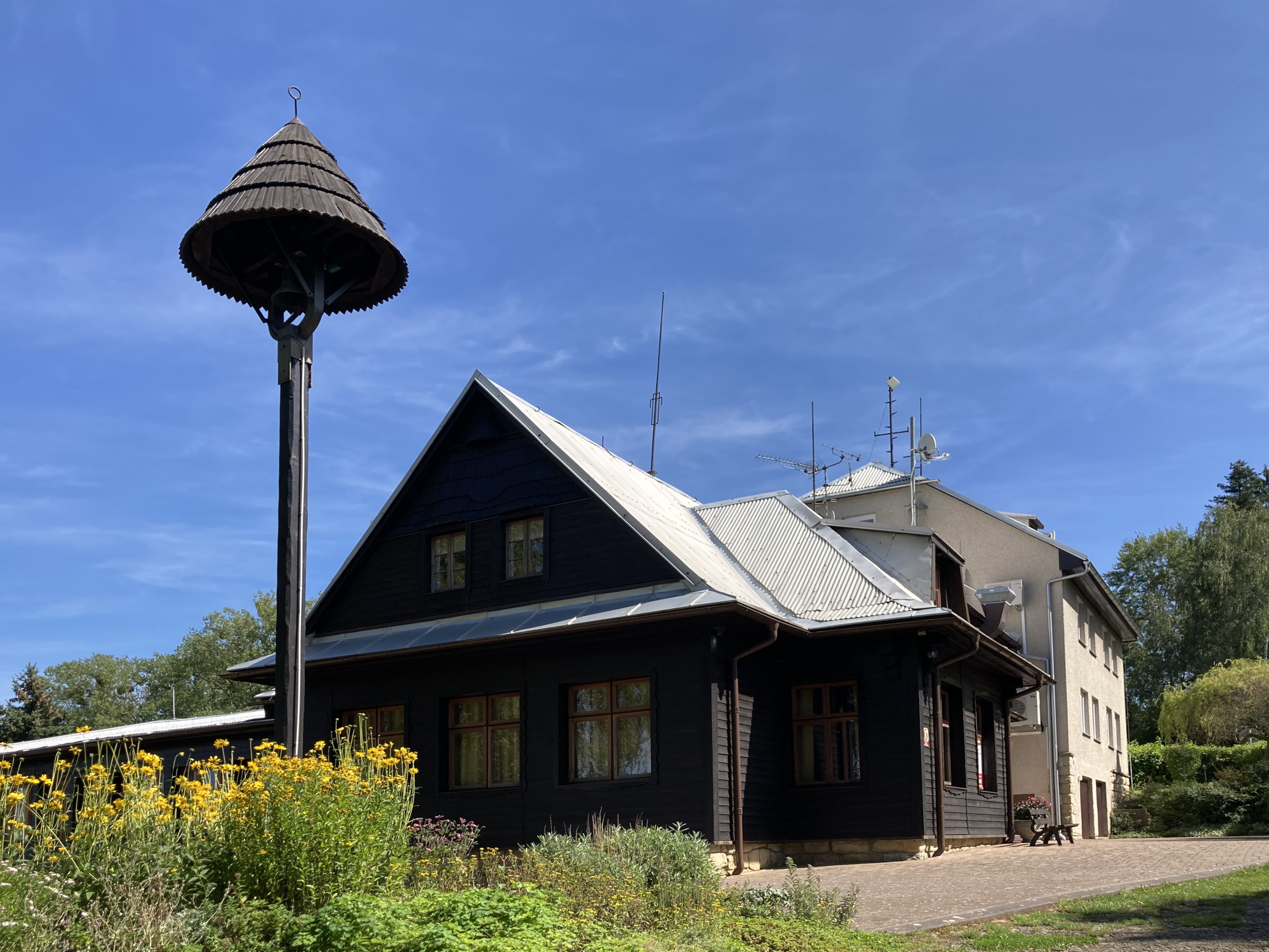
Chata Na Vyhlídce se zvoničkou
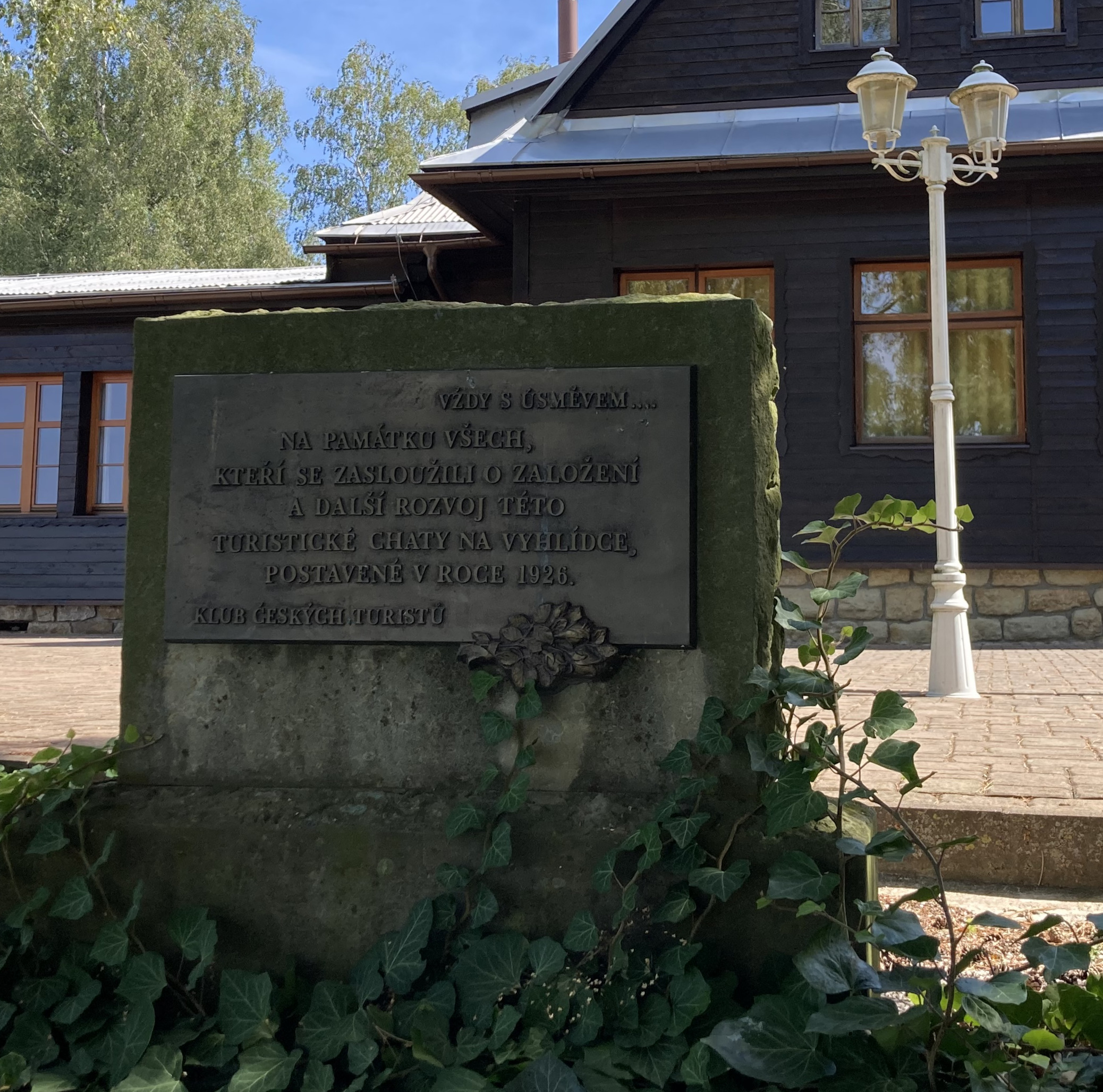
Pomník zakladatelům chaty